# 巴西尼地区尚皮尼厄勒
巴西尼地区尚皮尼厄勒（法語：Champigneulles-en-Bassigny，法語發音：[ʃɑ̃piɲœl ɑ̃ basiɲi]）是法国上马恩省的一个市镇，位于该省东部，属于肖蒙区。

## 地理
巴西尼地区尚皮尼厄勒（48°7'54"N, 5°38'38"E）面积6.82 平方千米，位于法国大東部大區上马恩省，该省份为法国东北部内陆省份，北起马恩省和默兹省，西接奥布省，西南接科多尔省，东南接上索恩省，东临孚日省。
与巴西尼地区尚皮尼厄勒接壤的市镇（或旧市镇、城区）包括：日耳曼维利耶、巴西尼地区布勒瓦讷、肖蒙拉维尔、默兹河畔栋库尔、布莱万库尔。

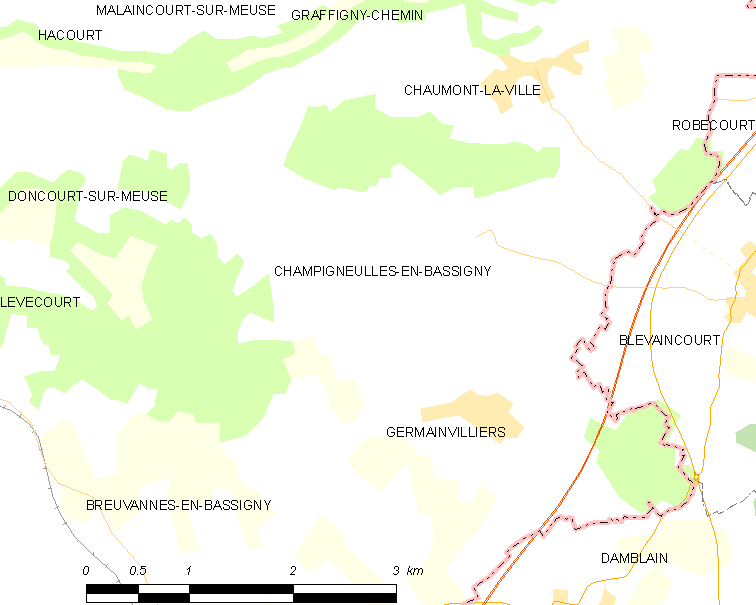
巴西尼地区尚皮尼厄勒的OSM定位图

巴西尼地区尚皮尼厄勒的时区为UTC+01:00、UTC+02:00（夏令时）。

## 行政
巴西尼地区尚皮尼厄勒的邮政编码为52150，INSEE市镇编码为52101。

## 政治
巴西尼地区尚皮尼厄勒所属的省级选区为普瓦松县。

## 人口

1962-2008年间巴西尼地区尚皮尼厄勒人口变化图示

巴西尼地区尚皮尼厄勒于2022年1月1日时的人口数量为39人。